# GNAT-750
GNAT-750 – amerykański bezzałogowy samolot rozpoznawczy (ang. Unmanned Aerial Vehicle – UAV), wyprodukowany przez firmę General Atomics Aeronautical Systems. Konstrukcja samolotu wywodzi się z aparatu LSI Amber firmy Leading Systems Incorporated (LSI), która została przejęta przez General Atomics Aeronautical Systems.

## Historia
W 1984 roku DARPA (Defense Advanced Research Projects Agency - Agencja Zaawansowanych Projektów Badawczych Obrony Departamentu Obrony Stanów Zjednoczonych) podpisała z firmą LSI kontrakt na budowę bezpilotowego aparatu latającego Amber. W listopadzie 1986 roku pierwszy egzemplarz nowego bezpilotowca wzniósł się w powietrze. Wyprodukowano łącznie siedem tego typu samolotów. W 1988 roku rozpoczęto budowę powiększonej wersji Ambera oznaczonej jako Gnat-750, który po raz pierwszy wzniósł się w powietrze w 1989 roku. W 1990 roku firma General Atomics Aeronautical Systems wykupiła LSI, prace nad Gnatem były dalej kontynuowane. W toku tych prac Gnat-750 został pierwszym bezpilotowym aparatem latającym, który mógł być kontrolowany poprzez łącze satelitarne.

## Konstrukcja
Gnat-750 jest dolnopłatem o konstrukcji kompozytowej z dwusuwowym silnikiem umieszczonym z tyłu kadłuba, napędzającym pchające śmigło. Aparat może wykonywać w pełni autonomiczne misje po wcześniejszym zaprogramowaniu trasy lotu z wykorzystaniem odbiornika GPS. W skład wyposażenia rozpoznawczego może wchodzić kamera TV, kamera światła szczątkowego lub kamerę FLIR (Forward Looking Infra Red - obserwacja przedniej półsfery w podczerwieni). Aparat startuje i ląduje na sposób samolotowy z wykorzystaniem trójgoleniowego podwozia.

## Wersje
- Gnat 750-45. W 1993 roku ogłoszono zapotrzebowanie na bezpilotowe statki powietrzne mające pomagać obserwatorom ONZ podczas ich misji na terenie byłej Jugosławii. Wybór padł na Gnat 750, którego wyposażenie rozpoznawczego poddano modernizacji. Zakładano, że nowy samolot wejdzie do użycia w październiku 1993 roku jednak zakres zmian był na tyle duży, że Gnat 750-45 nie zdążył wejść do akcji. W tej sytuacji tak zmodernizowane aparaty przejęła CIA (Central Intelligence Agency pol. Centralna Agencja Wywiadowcza). Aparat poza standardowym wyposażeniem dodatkowo otrzymał radiolokator obserwacji bocznej Northrop Grumman Lynx i laserowy dalmierz. Doświadczenia zdobyte podczas budowy wersji 750-45 zostały wykorzystane w kolejnym bezzałogowym samolocie wyprodukowanym przez General Atomics Aeronautical Systems, którego konstrukcja wywodzi się z aparatu Gnat 750, MQ-1 Predator.
- I-Gnat. Na przełomie 1997/1998 roku rozpoczęto budowę zmodernizowanej wersji 750, modelu I-Gnat (International Gnat międzynarodowy Gnat lub jak podają inne źródła Improved Gnat ulepszony Gnat), który posiada mocniejszy silnik (Rotax 912/914 o mocy 78.3 kW), jest większy (długość 6,32 m, rozpiętość 12,86 m) i ma większe osiągi (szybkość 296 km/h, pułap 9140 m) niż wersja 750.
- Gnat XP jest zmodernizowaną wersją I-Gnat, XP oznacza Extended Performance - zwiększone osiągi. W aparacie została zmodernizowana aparatura rozpoznawcza.

## Służba
Aparaty były wykorzystywane w drugiej połowie lat 90. XX wieku przez CIA w Bośni, gdzie wykonywały misje na rzecz dowództwa SFOR. Prawdopodobnie samoloty używane były również w misjach na terenie Chorwacji i Serbii. Amerykańska agencja wywiadowcza wykorzystuje swoje bezzałogowe samoloty rozpoznawcze również na terenie Iraku oraz Afganistanu. W Afganistanie służyły oficerom CIA do wyszukiwania i rozpoznawania poszukiwanych terrorystów. W 1993 roku na zakup aparatów zdecydowała się Turcja, prawdopodobnie wiązało się to z bardzo dobrymi doświadczeniami jakie zdobyli tureccy wojskowi z Gnatami, które wykorzystywane był z terytorium Turcji przez CIA do kontroli północnych obszarów Iraku jak również wspierania działań sił tureckich w walkach przeciwko kurdyjskim separatystom.